# غوفراوات
غوفراوات (الاسم العلمي:Geomyinae) هي أسرة من الطيور تتبع فصيلة الغوفرية من رتبة القوارض.

## قبائل
- غوفراوية
- غوفراوية جيبية

## أجناس
- غوفر (الاسم العلمي:Geomys)
- غوفر جيبي (الاسم العلمي:Thomomys)
- غوفر مكسيكي (الاسم العلمي:Pappogeomys)
- غوفر مستقيم (الاسم العلمي:Orthogeomys)
- غوفر فداني (الاسم العلمي:Zygogeomys)

## ضروب
- الغوفر الحفار (الاسم العلمي:Thomomys subg. Megascapheus)
- الغوفر الركامي (الاسم العلمي:Thomomys subg. Thomomys)
- الغوفر القوي (الاسم العلمي:Pogeomys subg. Cratogeomys)
- الغوفر المظلي (الاسم العلمي:Pappogeomys subg. Pappogeomys)
- الغوفر الكبير (الاسم العلمي:Orthogeomys subg. Macrogeomys)
- الغوفر المنتصب (الاسم العلمي:Orthogeomys subg. Orthogeomys)